# Chernivtsi
Chernivtsi (tiếng Ukraina: Чернівці, phát âm tiếng Ukraina: [t͡ʃerɲiu̯ˈt͡sʲi]; tiếng Đức: Czernowitz; tiếng Ba Lan: Czerniowce; tiếng Romania: Cernăuți, phát âm tiếng Romania: [t͡ʃernəˈut͡sʲ]; tiếng Nga: Черновцы; Yiddish: טשערנאוויץ) là một thành phố nằm trong tỉnh Chernivtsi của Ukraina, ở thượng lưu sông Prut. Chernivtsi có diện tích km2, dân số theo điều tra vào năm 2001 là 240.621 người. Đây là thành phố lớn thứ 27 tại Ukraina. Cùng với Lvov, thành phố này là trung tâm văn hóa của tây Ukraina. Thành phố Chernivtsi được mệnh danh là Viên nhỏ và có sân bay quốc tế Chernivtsi.

## Khí hậu
| Dữ liệu khí hậu của Chernivtsi          | Dữ liệu khí hậu của Chernivtsi | Dữ liệu khí hậu của Chernivtsi | Dữ liệu khí hậu của Chernivtsi | Dữ liệu khí hậu của Chernivtsi | Dữ liệu khí hậu của Chernivtsi | Dữ liệu khí hậu của Chernivtsi | Dữ liệu khí hậu của Chernivtsi | Dữ liệu khí hậu của Chernivtsi | Dữ liệu khí hậu của Chernivtsi | Dữ liệu khí hậu của Chernivtsi | Dữ liệu khí hậu của Chernivtsi | Dữ liệu khí hậu của Chernivtsi | Dữ liệu khí hậu của Chernivtsi |
| Tháng                                   | 1                              | 2                              | 3                              | 4                              | 5                              | 6                              | 7                              | 8                              | 9                              | 10                             | 11                             | 12                             | Năm                            |
| --------------------------------------- | ------------------------------ | ------------------------------ | ------------------------------ | ------------------------------ | ------------------------------ | ------------------------------ | ------------------------------ | ------------------------------ | ------------------------------ | ------------------------------ | ------------------------------ | ------------------------------ | ------------------------------ |
| Cao kỉ lục °C (°F)                      | 15.3 (59.5)                    | 21.3 (70.3)                    | 24.6 (76.3)                    | 30.9 (87.6)                    | 33.5 (92.3)                    | 35.6 (96.1)                    | 37.4 (99.3)                    | 37.7 (99.9)                    | 36.7 (98.1)                    | 31.0 (87.8)                    | 24.9 (76.8)                    | 17.9 (64.2)                    | 37.7 (99.9)                    |
| Trung bình ngày tối đa °C (°F)          | 0.3 (32.5)                     | 2.4 (36.3)                     | 8.1 (46.6)                     | 15.4 (59.7)                    | 20.8 (69.4)                    | 24.1 (75.4)                    | 26.0 (78.8)                    | 25.7 (78.3)                    | 20.3 (68.5)                    | 14.0 (57.2)                    | 6.9 (44.4)                     | 1.4 (34.5)                     | 13.8 (56.8)                    |
| Trung bình ngày °C (°F)                 | −2.7 (27.1)                    | −1.2 (29.8)                    | 3.4 (38.1)                     | 9.9 (49.8)                     | 15.1 (59.2)                    | 18.8 (65.8)                    | 20.5 (68.9)                    | 19.9 (67.8)                    | 14.8 (58.6)                    | 9.1 (48.4)                     | 3.4 (38.1)                     | −1.5 (29.3)                    | 9.1 (48.4)                     |
| Tối thiểu trung bình ngày °C (°F)       | −5.4 (22.3)                    | −4.2 (24.4)                    | −0.4 (31.3)                    | 4.9 (40.8)                     | 9.9 (49.8)                     | 13.9 (57.0)                    | 15.6 (60.1)                    | 14.9 (58.8)                    | 10.2 (50.4)                    | 5.2 (41.4)                     | 0.7 (33.3)                     | −4.0 (24.8)                    | 5.1 (41.2)                     |
| Thấp kỉ lục °C (°F)                     | −30.7 (−23.3)                  | −29.0 (−20.2)                  | −21.7 (−7.1)                   | −13.6 (7.5)                    | −2.0 (28.4)                    | 3.0 (37.4)                     | 7.4 (45.3)                     | 3.4 (38.1)                     | −4.4 (24.1)                    | −9.7 (14.5)                    | −17.5 (0.5)                    | −28.0 (−18.4)                  | −30.7 (−23.3)                  |
| Lượng Giáng thủy trung bình mm (inches) | 26 (1.0)                       | 30 (1.2)                       | 37 (1.5)                       | 44 (1.7)                       | 75 (3.0)                       | 93 (3.7)                       | 93 (3.7)                       | 66 (2.6)                       | 56 (2.2)                       | 44 (1.7)                       | 32 (1.3)                       | 33 (1.3)                       | 629 (24.8)                     |
| Số ngày mưa trung bình                  | 7                              | 7                              | 12                             | 17                             | 17                             | 18                             | 15                             | 13                             | 13                             | 13                             | 12                             | 9                              | 153                            |
| Số ngày tuyết rơi trung bình            | 15                             | 15                             | 10                             | 3                              | 0.03                           | 0                              | 0                              | 0                              | 0                              | 1                              | 7                              | 13                             | 64                             |
| Độ ẩm tương đối trung bình (%)          | 82.8                           | 80.5                           | 75.3                           | 68.9                           | 69.0                           | 70.9                           | 71.1                           | 72.7                           | 75.3                           | 79.1                           | 84.2                           | 85.1                           | 76.2                           |
| Số giờ nắng trung bình tháng            | 58.2                           | 80.0                           | 129.6                          | 171.2                          | 241.1                          | 243.6                          | 257.9                          | 241.6                          | 175.0                          | 132.6                          | 64.8                           | 47.0                           | 1.842,6                        |
| Nguồn 1: Pogoda.ru.net                  |                                |                                |                                |                                |                                |                                |                                |                                |                                |                                |                                |                                |                                |
| Nguồn 2: Tổ chức Khí tượng Thế giới     |                                |                                |                                |                                |                                |                                |                                |                                |                                |                                |                                |                                |                                |